# Mambrú (álbum)
Mambrú es un álbum publicado en 2002 por la banda argentina Mambrú, surgida de la segunda temporada del reality show Popstars.

## Canciones
1. «A veces»
2. «Salta»
3. «Una mirada»
4. «Tiene que cambiar»
5. «Yo me muero por ti»
6. «Tu amor»
7. «Una vez más»
8. «Me quema»
9. «Buscar un amor»
10. «Voy»
11. «Cambiar el mundo»

Todos los temas compuestos por Afo Verde, Pablo Durand y Fernando López Rossi, excepto "Cambiar el mundo", por Alejandro Lerner.

## Sencillos
- "Tu amor" fue la primera canción conocida a través del programa Popstars, como canción de práctica en los talleres de cuatro grupos de cinco integrantes cada uno.

- "A veces" fue el primer sencillo oficial del álbum. Siendo muy popular y marcando diferencia en estilo respecto a la banda Bandana. Se realizó un videoclip para este sencillo, el primero de la banda. Esa canción es conocida por ser la canción de Alex Mercader en la teleserie chilena Machos.

- "Tiene que cambiar" fue el segundo sencillo oficial, el cual también contó con un videoclip.

- "Cambiar el mundo" se destacó en el álbum, puesto que es una versión de una conocida canción de Alejandro Lerner. De esta versión se hizo una traducción, la cual fue interpretada por el grupo popstar femenino de Brasil, Rouge, con el título "Mudar o mundo".

## Videoclips
- «A veces» (2002)
- «Tiene que cambiar» (2003)

## Certificaciones
| Territorio      | Organismo certificador | Certificación | Ventas certificadas | Ref.  |
| --------------- | ---------------------- | ------------- | ------------------- | ----- |
| América del Sur |                        |               |                     |       |
| Argentina       | CAPIF                  | 3xPlatino     | 120 000             | [ 1 ] |